# Splendide-Royal Hotel

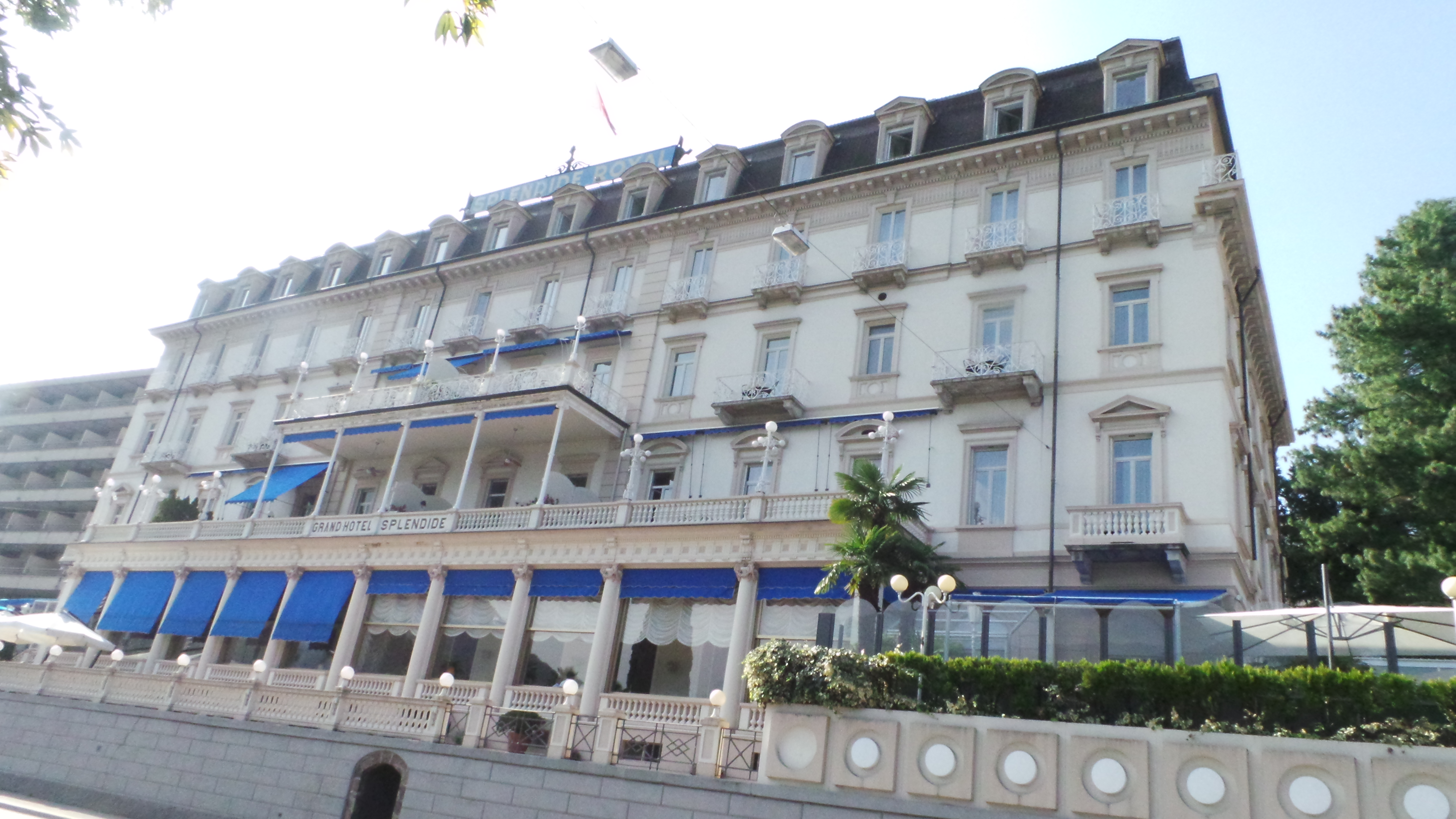
Hotel Splendide-Royal

Das Hotel Splendide Royal ist ein Fünf-Sterne-Luxushotel und eines der Leading Hotels of the World. Es befindet sich am Südende der Stadt Lugano in direkter Nähe zum Luganersee auf dem Areal der Villa Merlina, die im 19. Jahrhundert für ihre aussergewöhnlichen Prachtgärten bekannt war.

## Geschichte
Das Splendide-Royal Hotel wurde von Augusto Guidini senior in ein Hotel verwandelt; renoviert von Paolito Somazzi 1902–1903, ist es das erste Beispiel vom Typ Hotel-Palazzo in Lugano, das die französischen Schlösser des Barock nachahmt.
Das Hotel, das zu Beginn Hotel Splendide hiess, eröffnete im Jahre 1902, nachdem die Besitzer, die Fedele-Familie, die existierenden Strukturen vergrössert und die Villa zu einem 125 Betten zählenden Prachtbau umgestaltet hatten. Das Hotel errang bald eine dauerhafte Klientel unter reichen Europäern, die das Haus vor allem im Sommer frequentierten. 1977 wurde das Hotel von der Familie Fedele an ein italienisches Hotelunternehmen verkauft, das das bestehende Gebäude um einen neuen Flügel mit 53 Gästezimmern erweiterte. Heute ist das Splendide Royal als Luganos führendes Grand Hôtel bekannt.

## Konzeption
Das Haus verfügt über 88 normale Gästezimmer im Executive- und Deluxe-Stil, von denen 55 Seeblick haben. Ausserdem bietet es zwei Junior-Suiten und sechs Suiten. Der Spa-Bereich besteht aus zwei Saunen, einem Solarium und einem Fitness-Bereich. Das Hotel hat vier unterschiedlich grosse Konferenz- und Banquet-Säle, die bis zu 300 Personen Platz bieten.

## Berühmte Gäste des Hotels
- Claudio Abbado
- Senta Berger
- George H. W. Bush
- Ella Fitzgerald
- Karim Aga Khan IV.
- Sophia Loren
- Curzio Malaparte
- François Mitterrand
- Artur Rubinstein
- Igor Strawinsky
- Tina Turner[2]